# Vasiljovo
Vasiljovo (bulgariska: Васильово) är ett distrikt i Bulgarien.   Det ligger i kommunen Obsjtina Teteven och regionen Lovetj, i den centrala delen av landet, 90 km öster om huvudstaden Sofia.